# Butler (Alabama)
Pour les articles homonymes, voir Butler.
La ville de Butler est le siège du comté de Choctaw, dans l'État  de l'Alabama, aux États-Unis. En 2010, sa population était de 1 894 habitants.

## Démographie
| 1880 | 1930 | 1940 | 1950 | 1960  | 1970  | 1980  | 1990  |
| ---- | ---- | ---- | ---- | ----- | ----- | ----- | ----- |
| 194  | 501  | 670  | 659  | 1 765 | 2 064 | 1 882 | 1 872 |

| 2000  | 2010  | - | - | - | - | - | - |
| ----- | ----- | - | - | - | - | - | - |
| 1 952 | 1 894 | - | - | - | - | - | - |

## Source
- (en) Cet article est partiellement ou en totalité issu de l’article de Wikipédia en anglais intitulé « Butler, Alabama » (voir la liste des auteurs).

1. ↑  Lors du recensement de 2000, Butler était incorporée en tant que city.
2. ↑  « Statistiques des États-Unis - Profils des communautés de 2010 - Butler » (consulté en septembre 2020)